# Serrana, São Paulo
Serrana là một đô thị ở bang São Paulo của Brasil. Đô thị này nằm ở vĩ độ 21º12'41" độ vĩ nam và kinh độ 47º35'44" độ vĩ tây, trên khu vực có độ cao 427 m. Dân số năm 2004 ước tính là 37.418 người. 

## Địa lý
Đô thị này có diện tích 125,744 km².

### Sông ngòi
- Rio Pardo

### Các xa lộ
- SP-271
- SP-333